# Grande Prêmio dos Estados Unidos de 1972
Resultados do Grande Prêmio dos Estados Unidos de Fórmula 1 realizado em Watkins Glen em 8 de outubro de 1972. Décima segunda e última etapa do campeonato, foi vencido pelo britânico Jackie Stewart, que subiu ao pódio junto a François Cevert numa dobradinha da Tyrrell-Ford, com Denny Hulme em terceiro pela McLaren-Ford.

## Resumo
Nesta prova a McLaren promoveu a esteia do futuro campeão mundial, Jody Scheckter.

## Classificação da prova
| Pos.   | Nº | Piloto               | Construtor   | Voltas | Tempo/Diferença  | Grid | Pontos |
| ------ | -- | -------------------- | ------------ | ------ | ---------------- | ---- | ------ |
| 1      | 1  | Jackie Stewart       | Tyrrell-Ford | 59     | 1:41:45.354      | 1    | 9      |
| 2      | 2  | François Cevert      | Tyrrell-Ford | 59     | + 32.268         | 4    | 6      |
| 3      | 19 | Denny Hulme          | McLaren-Ford | 59     | + 37.528         | 3    | 4      |
| 4      | 4  | Ronnie Peterson      | March-Ford   | 59     | + 1:22.516       | 26   | 3      |
| 5      | 7  | Jacky Ickx           | Ferrari      | 59     | + 1:23.119       | 12   | 2      |
| 6      | 9  | Mario Andretti       | Ferrari      | 58     | + 1 volta        | 10   | 1      |
| 7      | 3  | Patrick Depailler    | Tyrrell-Ford | 58     | + 1 volta        | 11   |        |
| 8      | 8  | Clay Regazzoni       | Ferrari      | 58     | + 1 volta        | 6    |        |
| 9      | 21 | Jody Scheckter       | McLaren-Ford | 58     | + 1 volta        | 8    |        |
| 10     | 12 | Reine Wisell         | Lotus-Ford   | 57     | + 2 voltas       | 16   |        |
| 11     | 28 | Graham Hill          | Brabham-Ford | 57     | + 2 voltas       | 27   |        |
| 12     | 34 | Sam Posey            | Surtees-Ford | 57     | + 2 voltas       | 22   |        |
| 13     | 6  | Mike Beuttler        | March-Ford   | 57     | + 2 voltas       | 20   |        |
| 14     | 26 | Henri Pescarolo      | March-Ford   | 57     | + 2 voltas       | 21   |        |
| 15     | 18 | Chris Amon           | Matra        | 57     | + 2 voltas       | 7    |        |
| 16     | 33 | Skip Barber          | March-Ford   | 57     | + 2 voltas       | 20   |        |
| 17     | 23 | Mike Hailwood        | Surtees-Ford | 56     | Colisão          | 14   |        |
| 18     | 20 | Peter Revson         | McLaren-Ford | 54     | Pane elétrica    | 2    |        |
| NC     | 5  | Niki Lauda           | March-Ford   | 49     | Não classificado | 25   |        |
| Ret    | 27 | José Carlos Pace     | March-Ford   | 48     | Pane seca        | 15   |        |
| Ret    | 14 | Peter Gethin         | BRM          | 47     | Motor            | 28   |        |
| Ret    | 16 | Howden Ganley        | BRM          | 44     | Motor            | 17   |        |
| Ret    | 11 | Dave Walker          | Lotus-Ford   | 44     | Motor            | 30   |        |
| Ret    | 30 | Wilson Fittipaldi    | Brabham-Ford | 43     | Motor            | 13   |        |
| Ret    | 17 | Jean-Pierre Beltoise | BRM          | 40     | Ignição          | 18   |        |
| Ret    | 15 | Brian Redman         | BRM          | 34     | Motor            | 24   |        |
| Ret    | 29 | Carlos Reutemann     | Brabham-Ford | 31     | Motor            | 5    |        |
| Ret    | 25 | Andrea de Adamich    | Surtees-Ford | 25     | Colisão          | 19   |        |
| Ret    | 24 | Tim Schenken         | Surtees-Ford | 22     | Suspensão        | 31   |        |
| Ret    | 10 | Emerson Fittipaldi   | Lotus-Ford   | 17     | Suspensão        | 9    |        |
| Ret    | 31 | Derek Bell           | Tecno        | 8      | Motor            | 29   |        |
| Fonte: |    |                      |              |        |                  |      |        |

## Tabela do campeonato após a corrida
|        | Pos. | Piloto             | Pontos |
| ------ | ---- | ------------------ | ------ |
|        | 1    | Emerson Fittipaldi | 61     |
|        | 2    | Jackie Stewart     | 45     |
|        | 3    | Denny Hulme        | 39     |
|        | 4    | Jacky Ickx         | 27     |
|        | 5    | Peter Revson       | 23     |
| Fonte: |      |                    |        |

|        | Pos. | Construtor   | Pontos  |
| ------ | ---- | ------------ | ------- |
|        | 1    | Lotus-Ford   | 61      |
| 1      | 2    | Tyrrell-Ford | 51      |
| 1      | 3    | McLaren-Ford | 47 (49) |
|        | 4    | Ferrari      | 33      |
|        | 5    | Surtees-Ford | 18      |
| Fonte: |      |              |         |

- Nota: Somente as primeiras cinco posições estão listadas e os campeões da temporada surgem destacados em negrito. A temporada de 1972 foi dividida em dois blocos de seis corridas onde cada piloto descartaria um resultado. Neste ponto esclarecemos: na tabela dos construtores figurava somente o melhor resultado dentre os carros do mesmo time.

## Leia também
- Doug Nye (1978). The United States Grand Prix and Grand Prize Races, 1908-1977. B. T. Batsford. ISBN 0-7134-1263-1
- Rob Walker (Fevereiro de 1973). "14th U.S. Grand Prix: Stewart Again". Road & Track, 94-98.